# Bataille de Krzemień
Guerre russo-polonaise de 1792
Batailles
- Mir
- Boruszkowce
- Zieleńce
- Dubienka
- Zelva
- Krzemień
- Markuszów

La bataille de Krzemień est une bataille de la guerre russo-polonaise de 1792 qui se déroule le 24 juillet 1792, entre l'armée de Pologne-Lituanie, commandée par Michał Zabiełło et l'armée impériale russe commandée par Borys Mellin (pl). La bataille se termine par une victoire polonaise.

## Sources
- (pl) Cet article est partiellement ou en totalité issu de l’article de Wikipédia en polonais intitulé « Bitwa pod Krzemieniem » (voir la liste des auteurs).